# Oględów

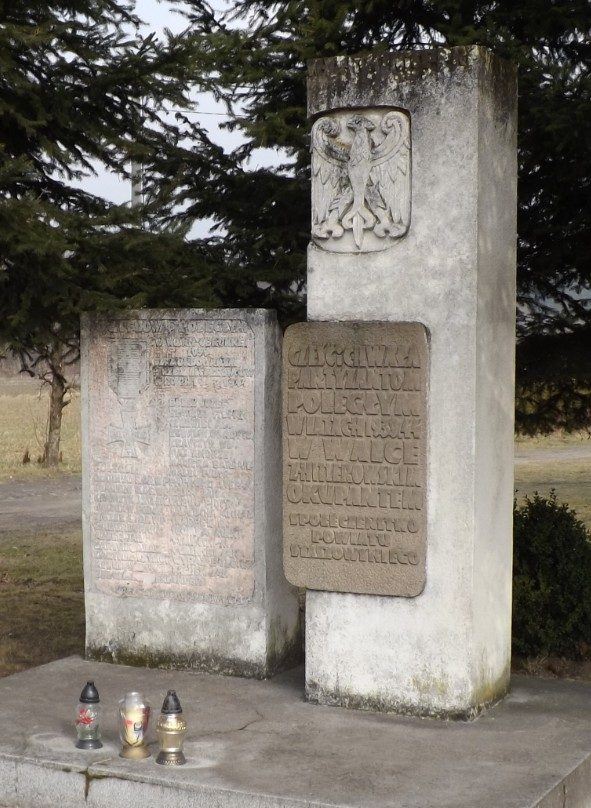
Pomnik poświęcony mieszkańcom Oględowa poległym w czasie okupacji niemieckiej.

Oględów – wieś w Polsce położona w województwie świętokrzyskim, w powiecie staszowskim, w gminie Staszów.
Oględów liczy 402 mieszkańców i ok. 150 domów.
Do 1954 roku istniała gmina Oględów. W latach 1975–1998 miejscowość administracyjnie należała do województwa tarnobrzeskiego.

## Dawne części wsi – obiekty fizjograficzne
W latach 70. XX wieku przyporządkowano i opracowano spis lokalnych części integralnych dla Oględowa zawarty w tabeli 1.

| Nazwa wsi – miasta   | Nazwy części wsi – miasta                                                                                | Nazwy obiektów fizjograficznych – charakter obiektu |
| -------------------- | --- | --- |
| I. Gromada KUROZWĘKI | | |
| 1. Oględów           | 1. Gliny 2. Górki 3. Kamienie 4. Krzewiny 5. Nowa Wieś 6. Podstawie 7. Półanki 8. Stara Wieś 9. Zielonka | 1. Chrusty – las 2. Góry – pole , łąka 3. Gliny – pole 4. Granice – pole 5. Kamienie – pole 6. Krzewiny – pole 7. Ogrody – pole 8. Płósy – pole 9. Podstawie – pole 10. Półanki – pole 11. Szady Kierz – pastwisko 12. Świetliczki – pole, wzniesienie, wąwóz 13. Trukawka – staw 14. Zagrody – pole 15. Zagumnie – pole 16. Zatoki – pole 17. Zielonka – pole |

## Historia
Inicjator i autor kroniki zatytułowanej Wieś Oględów i Ochotnicza Straż Pożarna w Oględowie w historii, opowiadaniach i bieżących zapisach kronikarskich, podaje za prof. Piekosińskim, że nazwa wsi Oględów wywodzi się od nazwy założyciela, która brzmiała prawdopodobnie „Oględ”.
Z dokładnej analizy dziejów regionu wynika, że na terenie obecnego Oględowa kilka drewnianych domków stało już w X-XI wieku, za czasów pierwszego właściciela ziem staszowskich, jakim był Stasz Kmiotko, o którym wspomina Jan Długosz. Niewiele wiadomo o losach mieszkańców wsi w momencie napadu Tatarów na pobliską miejscowość Staszówek (dawna nazwa Staszowa), której mieszkańców wymordowano, paląc przy tym drewniany kościółek. Prawdopodobnie ludność Oględowa nie ucierpiała z tego powodu w dużym stopniu, a ranga wydarzeń, jakie później tam miały miejsce, świadczy o znaczeniu tej osady dla miejscowości okolicznych. W 1252 r. Bolesław Wstydliwy zwołał w Oględowie wiec senatorski, w którym sam uczestniczył, podobny wiec odbył się tutaj w 1256 r. W 1357 r. rozstrzygnięto spór o granice dóbr pomiędzy posiadłościami staszowskimi Staszka i Andrzeja a posiadłościami kurozwęckimi podkomorzego sandomierskiego Dobiesława. Na dworze w Oględowie odbywały się zjazdy możnych-wojewodów i kasztelanów. Był tam również gród, kasztelania i ośrodek administracyjny, a także nieopodal, młyn Oględowski. W roku 1417 miał miejsce spór o granice pomiędzy kolejnymi właścicielami.
W XVI w. były w Oględowie gospodarstwa kmiece – 51 łanów, komornicy, młyn, dwie karczmy i folwark. Z ustnych przekazów wiadomo, ze oględowscy chłopi odrabiali pańszczyznę, a w momentach kryzysowych wyjeżdżali także do Saksonii do sezonowych prac rolnych. „Wyjazdy na saksy”, czasem przeradzały się w „wyjazd na pobaby”, czyli – kandydatki na żony.
Wieś położona w powiecie sandomierskim województwa sandomierskiego wraz z folwarkiem wchodziła w 1662 roku w skład majętności rytwiańskiej Łukasza Opalińskiego. 
W 1827 roku w Oględowie w 41 domach mieszkało 320 osób.
Hrabia Adam Potocki zniósł pańszczyznę w 1848 r., ale włościanie nadal byli zobowiązani oddawać dziedzicowi czynsz.
Właścicielami wsi i folwarku Oględów do czasu uwłaszczenia chłopów w 1864 roku były po Wojciechu Jastrzębcu następujące rody: Kurozwęckich, Łaskich, Tęczyńskich, Opalińskich, Lubomirskich, Sieniawskich, Denhoffów, Czartoryskich i Potockich. Artur Potocki był ostatnim właścicielem folwarku w Oględowie, który około 1890 roku został rozparcelowany i sprzedany niemieckim kolonistom, choć sam proces napływu niemieckich kolonistów zaczął się przed 1855 rokiem. Niemcy wyjechali po sprzedaniu swoich gospodarstw przed wybuchem I wojny światowej.
W 1911 roku założone zostało Stowarzyszenie Spożywcze mające sklep w Oględowie. Gmina w Oględowie istniała już przed 1815 rokiem i przetrwała do września 1954 r., choć siedziba urzędu gminnego z budynku folwarcznego przeniesiona została do Koniemłot. Mieszkańcy Oględowa zawsze czynnie włączali się w wydarzenia patriotyczne. Przynajmniej dwaj mieszkańcy Oględowa brali udział w powstaniu styczniowym – obaj nosili nazwisko Żaczek.

Podczas przemarszu 1 Brygady Legionów przez ziemię oględowską w 1915 roku w budynku należącym do rodziny Skalskich zatrzymał się Józef Piłsudski. W tym czasie w Oględowie był też Kosma Lenczowski kapelan legionowy. W 1936 roku wmurowano w ścianę budynku tablice z napisem 

W tym domu kwaterował komendant I Brygady Legionów Józef Piłsudski, I Marszałek Polski w czasie walk Legionów o niepodległość Polski w 1914 i 1915 r.

 Budynek został zniszczony w czasie II wojny światowej, jednak na jego miejscu wybudowano nowy, zachowując pierwotna ścianę z tablicą.
W 1917 r. powstała w Oględowie komórka Polskiej Organizacji Wojskowej – konspiracyjnej organizacji niepodległościowej. Aby ukryć działalność, a jednocześnie spełniać cele szkoleniowe POW, postanowiono założyć Ochotniczą Straż Pożarną w Oględowie. Szkoła powstała w Oględowie w 1815 r. jako tzw. szkoła początkowa, w której nauczano w jęz. rosyjskim, a dzieci chłopskie uczyły się zwykle przez czas dwóch, trzech zim. W oględowskiej szkole uczyli między innymi: p.Ździebko, Bolesław i Józefa Bedrarscy, Zygmunt Myśliwiec, Halina Markowska, Antoni i Jadwiga Banasiewicz, Kazimiera Płatos, Zygfryda Rodzoch. Nowy budynek szkolny wybudowano w 1914 r., a w 1955 r. dobudowano druga część. W latach 1918–1939 była to już szkoła podstawowa z pięcioma klasami (funkcjonowała do 1992 r.). W budynku szkoły obecnie funkcjonuje kaplica, przedszkole i świetlica wiejska. Spośród mieszkańców Oględowa wielu zdobyło wykształcenie mimo trudnych warunków materialnych. Jak pisze A. Banasiewicz we wspomnianym artykule „Jego mieszkańców cechowała wyższa niż przeciętna okolicznych wsi świadomość społeczna i z Oględowa wywodziło się stosunkowo dużo inteligencji”. W okresie międzywojennym np. Franciszek Błasiński – pedagog i społecznik oględowski organizował przedstawienia teatralne z udziałem miejscowych aktorów.
Do I wojny światowej Oględów miał duże i średnie gospodarstwa rolne, ale w latach 1918–1939 uległy one rozdrobnieniu a ludność zubożeniu. Wielu pracowało w rzemiośle, chałupniczo świadcząc usługi dla zakładów głównie żydowskich, lub wyjeżdżali za granice – część do Ameryki.
Mieszkańcy Oględowa zaangażowali byli w działalność ruchu ludowego. Już przed I wojną światową istniała grupa ludowa „Zaranie”, a w okresie dwudziestolecia międzywojennego mieszkańcy działali w Stronnictwie Ludowym. Wiciarzem, czyli członkiem Związku Młodzieży Wiejskiej RP Wici, był Stefan Wojtaś zamieszkały w Oględowie, a organizatorami struktur Polskiego Stronnictwa Ludowego Wyzwolenie byli: Jan Jakubik, Andrzej Maj, Wincenty Adwent i Jan Myśliwiec. Franciszek Błasiński nauczyciel z Oględowa wybrany został do składu zarządu powiatowego Polskiego Stronnictwa Ludowego Piast. W 1932 roku w czasie uroczystości związanych z otrzymaniem sztandaru SL we wsi miała miejsce manifestacja polityczna.
W czasie II wojny światowej wielu mężczyzn wstąpiło w struktury ruchu oporu i prowadziło działalność konspiracyjną, przede wszystkim w oddziale Batalionów Chłopskich, zorganizowanym przez Aleksandra Liszaja ps. Tomczyk. Jan Maj został komendantem gminnym BCh gm. Oględów, wchodzącego w skład obwodu Stopnica.
W czasie prowadzonej w 1944 roku przez Niemców pacyfikacji wsi zabitych zostało kilka osób, spaliły się też dwie stodoły należące do Jana Słomki i Józefa Strojnego, które były przechowalnią broni oraz amunicji. Aresztowanych 17 mężczyzn wywieziono do Ostrowca Świętokrzyskiego, gdzie zostali rozstrzelani.
W okolicy wsi Oględów miał miejsce chrzest bojowy czołgów Tygrys Królewski, użytych przez Niemców pierwszy raz na froncie wschodnim. Zamaskowany czołg T-34-85 dowodzony przez Aleksandra Oskina wspierany przez pluton piechoty, zniszczył z ukrycia 3 niemieckie czołgi Tygrysy Królewskie stanowiące szpice kolumny a czwarty uszkodził.
16 października 1983 r. odznaczono wieś Oględów „Krzyżem Walecznych” za „czyny męstwa i odwagi mieszkańców wykazane w walkach z hitlerowskim okupantem”. Na budynku szkoły w 1985 r. umieszczono tablice pamiątkową z napisem „1895 Wincentemu Witosowi, organizatorowi wieców ludowych w Oględowie w 90-ta rocznice powstania Ruchu Ludowego – Koło ZSL. 1985”.

### Ochotnicza Straż Pożarna
Powstałą Ochotniczą Straż Pożarną w Oględowie władze austriackie zalegalizowały 8 maja 1917 roku. Jej pierwszym naczelnikiem został Jan Myśliwiec a pierwszym prezesem Franciszek Błasiński. Pierwszą ręczną sikawkę zakupiono w 1918 r. z funduszy zebranych na wiejskiej zabawie z loterią fantową. W 1918 roku strażacy rozbrajali Austriaków, a wielu wstąpiło do tworzonego wojska polskiego. 
Pierwszą remizą strażacką wybudowano w latach 1919–1920, potem dokupiono z zarobionych pieniędzy (ze sprzedaży zboża zasianego na gromadzkim pastwisku) kolejna sikawkę i mundury. W latach 1923–1924 straż miała już sztandar ufundowany przez dwa małżeństwa oględowskie, w 1925-1926 r. wóz rekwizytowy, a w 1935 r. – nową remizę strażacką. Po II wojnie światowej kwitło życie strażackie, został ufundowany przez mieszkańców sztandar, wóz rekwizytowy (stare uległy zniszczeniu w czasie działań wojennych), a po 1951 r. zakupiono już moto-pompę. 
W 1957 r. wybudowano nowa remizę, a w 1975 r. otrzymano strażacki samochód bojowy od dyrekcji kopalni węgla kamiennego „Wieczorek”. Otwarcia nowego „Domu Strażaka” w Oględowie dokonano 5 czerwca 1983 r. W 1998 r. otrzymali nowoczesny, uniwersalny samochód bojowy TATRA. Zawsze niezwykle uroczyście obchodzono kolejne rocznice powstania straży, które stawały się wydarzeniem ogólnospołecznym wsi z udziałem władz gminnych i powiatowych. 
Często w zawodach rejonowych pożarniczych Oględowska Straż zajmowała czołowe miejsca. OSP w Oględowie uzyskała w 1991 r. Dyplom Uznania od Zarządu Wojewódzkiego za 75-letnią chlubną i ofiarną działalność w zaszczytnej i społecznej służbie pożarnej”, a w 1992 r. Złoty Medal – od Prezydium Zarządu Głównego za zasługi dla Pożarnictwa a od ministra Spraw Wewnętrznych „wyraz najwyższego uznania oraz serdeczne podziękowanie za ofiarność i poświęcenie „podczas gaszenia pożarów w czasie suszy w 1992 roku”.